# Madalagere Kaval, Channarayapatna
Madalagere Kaval là một làng thuộc tehsil Channarayapatna, huyện Hassan, bang Karnataka, Ấn Độ.